# Heptathela kimurai
Heptathela kimurai Kishida, 1920  è un ragno appartenente al genere Heptathela della famiglia Liphistiidae.
Il nome del genere deriva dal greco ἐπτά, heptà, cioè 7, a indicare il numero delle ghiandole delle filiere che possiedono questi ragni, e dal greco θηλή, thelè, che significa capezzolo, proprio a indicare la forma che hanno le filiere stesse.
Il nome proprio deriva dal botanico giapponese Kimura Arika (1900-1996)
Il nome comune con cui è noto nei luoghi di ritrovamento è Kimura-gumo, dove -gumo deriva dal giapponese kumo, parola che ha subìto il fenomeno morfofonologico del rendaku, trasformandosi appunto in gumo, e che significa ragno.

## Caratteristiche

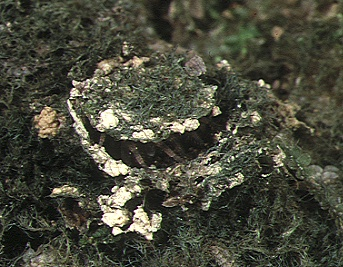
Cunicolo con apertura a porta-trappola: si intravedono le zampe dell'Heptathela kimurai.

Ragno piuttosto primitivo appartenente al sottordine Mesothelae che costruisce piccoli cunicoli con apertura superiore a porta-trappola sotto la quale rimane acquattato; può raggiungere i tre centimetri di lunghezza. Altri tratti ancestrali caratteristici di questo ragno sono l'accenno di segmentazione del cefalotorace e le filiere disposte nella parte centrale dell'opistosoma, meno efficaci di quelle degli altri ordini poste nella parte terminale. Anche se non posseggono ghiandole velenifere, i loro cheliceri possono infliggere morsi piuttosto dolorosi

## Comportamento
Ragno piuttosto attivo nel mese di settembre. Il maschio esce fuori dal suo nido di notte per andare dalla femmina e incominciare il corteggiamento che consiste nel muoversi in sintonia con la femmina come se vi fossero segnali fra di loro. In ogni caso un maschio seleziona una femmina che non appartiene alla popolazione da cui lui proviene.

## Distribuzione
Le 4 sottospecie conosciute sono presenti nel solo Giappone.

## Tassonomia
Attualmente, al 2010, si distinguono 4 sottospecie:
- Heptathela kimurai amamiensis
- Heptathela kimurai higoensis
- Heptathela kimurai yanbaruensis
- Heptathela kimurai yakushimaensis